# عقله
عقله (به عربی: العقلة) یک شهرداری در الجزایر است که در استان تبسه واقع شده‌است.